# دیرفلد
دیرفلد (به آلمانی: Dierfeld) یک شهر در آلمان است که در برنکاستل-ویتلیش واقع شده‌است. دیرفلد ۸ نفر جمعیت دارد.